# Isoperla shibakawae
Isoperla shibakawae är en bäcksländeart som beskrevs av Okamoto 1912. Isoperla shibakawae ingår i släktet Isoperla och familjen rovbäcksländor. Inga underarter finns listade i Catalogue of Life.